# 真っ赤な花と水平線
「真っ赤な花と水平線」（まっかなはなとすいへいせん）は、1988年4月1日に発売されたチューリップの通算34枚目のシングル。

## 解説
同日発売『そんなとき女を好きになる』からのシングルカット。
南の島を頭に描いて作られた楽曲で、「チューリップや自分には、南の島が似合わないという思いはあっても挑戦してみたかった」と、後年財津は回想している。

## 収録曲
編曲：チューリップ
1. 真っ赤な花と水平線
  - 作詞・作曲：財津和夫
2. オレンジの花火
  - 作詞・作曲：宮城伸一郎
  - ボーカルは宮城。当時のライブでは宮城がベースをギターに持ち替え、間奏で自らギターソロを披露していた（そのため、この曲の演奏中はキーボードやサポートメンバーのギターでベースパートを補完していた）。

## クレジット
- DIRECTED BY KEN OKADA (TRIAD) & YOSHIHIRO TAKAHASHI (CRICKET)

- ENGINEERED BY MASAHIRO KOIZUMI & HIDEAKI IKEDA & TAKAAKI AIZAWA (also STARSHIP)

- MIXED BY TAKANOBU ARAI (CHERRY ISLAND)

- EXECUTIVE PRODUCERS　TSUNEO IIZUKA (TRIAD) & KAZUO ZAITSU (CRICEKT)

- ARTIST MANAGEMENT　CRICKET

- PROMOTION STAFF　TOMONORI KAMBE & KAZUHIRO ARAI (also TRIAD)

- EQUIPMENT STAFF　OSAMU ABUKAWA